# دايكي كوجوري
دايكي كوجوري (باليابانية: 小暮 大器) (17 مايو 1994 في إيباراكي في اليابان – )؛ هو لاعب كرة قدم ياباني سابق كان يلعب كلاعب وسط.

## وصلات خارجية
- دايكي كوجوري على موقع رابطة كرة القدم اليابانية للمحترفين (اليابانية)
- دايكي كوجوري على موقع قاعدة بيانات كرة القدم.إي يو (الإنجليزية)
- دايكي كوجوري على موقع Soccerway.com (الإنجليزية)
- دايكي كوجوري على موقع عالم كرة القدم.نت (الإنجليزية)